# Fatal Fury: The Motion Picture
Fatal Fury: The Motion Picture (餓狼伝説 -THE MOTION PICTURE-?, Garō Densetsu: The Motion Picture) è un film d'animazione del 1994 diretto da Masami Ōbari.
Il soggetto è basato sulla serie di videogiochi della SNK Fatal Fury. Il film non segue le vicende di Fatal Fury 3, ma funge da continuità narrativa dei suoi precedenti speciali televisivi Fatal Fury: La leggenda del lupo famelico e Fatal Fury 2 - La sfida di Wolfgang Krauser.
La trama del film ruota intorno ad un cast di personaggi originali creati appositamente per la pellicola, benché la maggior parte dei personaggi dei videogiochi, presenti nei precedenti film, compaiono in lunghi cameo nel corso del film. Era prevista la partecipazione di diversi personaggi di Art of Fighting 2. In particolare, Ryo Sakazaki avrebbe affiancato la squadra di Terry Bogard, mentre il perfido Laocorn sarebbe stato affiancato da Mr.Big, Eiji Kisaragi e King, questi ultimi poi sostituiti rispettivamente da Jamin, Hauer e Penny. Inoltre, era previsto che Laocorn prendesse in ostaggio Yuri Sakazaki e ci sarebbero stati cammei di Takuma Sakazaki e Robert García. Questo progetto fu però scartato e i character design dei personaggi di Art of Fighting riciclati in un film d'animazione dedicato (The Art of Fighting: L'occhio di Sirio).
La versione doppiata in italiano è stata distribuita solo per il mercato home video da Yamato Video nel 1996; in seguito lo stesso editore lo ha trasmesso il 3 settembre 2011 su Man-ga.

## Trama
L'ambizioso Laocom Gaudemaus, insieme ai suoi tre seguaci Penny, Hauer e Jamin, mira a recuperare l'armatura di Marte, capace di dotare d'immani poteri colui che la indossa. Sulia, sorella di Laocom e preoccupata per le mire oscure intraprese dal fratello, si rivolge a Terry Bogard, che in passato aveva sconfitto avversari come Geese Howard e il suo fratellastro Wolfgang Krauser, per porre fine alle ambizioni di dominio del fratello. Terry non si lascia pregare e grazie all'aiuto di suo fratello Andy e degli amici Joe e Mai, si recano nei luoghi in cui sono dispersi i pezzi dell'armatura prima che se ne impadronisca il gruppo di Laocom. Alla fine però lo stesso Laocom riesce ad impadronirsi di tutti i pezzi, indossando così l'ambita armatura. I fratelli Bogard, Joe e Mai tentano invano di sconfiggerlo sino a quando Sulia si sacrifica, dandosi una pugnalata al petto per indebolire il fratello, indicando a Terry di colpirlo nella stessa parte vitale dove si è colpita lei. In punto di morte gli dichiara il suo amore, che Terry ricambia. Il lupo famelico colpisce come suggeritogli da Sulia, spogliando Laocom dell'armatura e avendo la meglio su di lui, ma questa si ricompone da sola mescolandosi allo spirito di Gaudemaus, una divinità di cui Laocom era posseduto. Terry, ancora in lacrime per la perdita della donna amata, è così affranto dal dolore da trasformare il suo corpo in energia pura e con il suo colpo migliore, il Power Geyser, ha la meglio su quest'ultimo avversario ponendo così fine alla battaglia.

## Colonna sonora
Sigla di chiusura
- Yoake no Legend (夜明けのレジェンド?, Yoake no Rejendo, lett. "La leggenda dell'alba") cantata da Kazukiyo Nishikiori